# Desengano (Linhares)
Desengano é um distrito do município de Linhares, no Espírito Santo.

## História
O distrito foi criado pela Lei Estadual n.º 265 de 22/10/1949.

## Geografia

### Localização
O distrito está situado na região sudoeste do município.

### População
Pelo Censo 2010 (IBGE) a população total do distrito era de 713 habitantes, e a população urbana era de 186 habitantes.